# Zlatan Saračević
Zlatan Saračević (27 luglio 1956) è un ex pesista bosniaco, campione europeo indoor nel 1980 a Sindelfingen.

## Palmarès
| Anno | Manifestazione | Sede         | Evento         | Risultato | Misura  | Note |
| ---- | -------------- | ------------ | -------------- | --------- | ------- | ---- |
| 1980 | Europei indoor | Sindelfingen | Getto del peso | Oro       | 20,43 m |      |
| 1981 | Europei indoor | Grenoble     | Getto del peso | Bronzo    | 19,40 m |      |
| 1983 | Universiadi    | Edmonton     | Getto del peso | Argento   | 19,66 m |      |
| 1992 | Olimpiadi      | Barcellona   | Getto del peso | 26º       | 16,38 m |      |